# Бабайкорган (крепость)
Бабайкорган, Сасык-булак — крепость VI—VIII веков. Находится недалеко от зимовья Ынтымак в Таласском районе Жамбылской области. Исследован в 1940 году археологом Е. К. Покровским. Представляет собой холм выпуклой формы, протяжённость с запада на восток — 180 метров, с севера на юг — 134 метров, высота 12 метров. В Бабайкоргане обнаружены останки 8 человек. Предположительно, это жертвы голода 1921 года, 1931—1933 годов. В нижнем культурном слое найдены обожжённая глиняная плита с надписью, сосуды, фрагменты ручной мельницы, каменная дробилка, обломок сохи и прочее.